# Undergrunn
 (décembre 2023).
La mise en forme du texte ne suit pas les recommandations de Wikipédia : il faut le « wikifier ».
Les points d'amélioration suivants sont les cas les plus fréquents. Le détail des points à revoir est peut-être précisé sur la page de discussion.
- Les titres sont pré-formatés par le logiciel. Ils ne sont ni en capitales, ni en gras.
- Le texte ne doit pas être écrit en capitales (les noms de famille non plus), ni en gras, ni en italique, ni en « petit »…
- Le gras n'est utilisé que pour surligner le titre de l'article dans l'introduction, une seule fois.
- L'italique est rarement utilisé : mots en langue étrangère, titres d'œuvres, noms de bateaux, etc.
- Les citations ne sont pas en italique mais en corps de texte normal. Elles sont entourées par des guillemets français : « et ».
- Les listes à puces sont à éviter, des paragraphes rédigés étant largement préférés. Les tableaux sont à réserver à la présentation de données structurées (résultats, etc.).
- Les appels de note de bas de page (petits chiffres en exposant, introduits par l'outil «  Source ») sont à placer entre la fin de phrase et le point final[comme ça].
- Les liens internes (vers d'autres articles de Wikipédia) sont à choisir avec parcimonie. Créez des liens vers des articles approfondissant le sujet. Les termes génériques sans rapport avec le sujet sont à éviter, ainsi que les répétitions de liens vers un même terme.
- Les liens externes sont à placer uniquement dans une section « Liens externes », à la fin de l'article. Ces liens sont à choisir avec parcimonie suivant les règles définies. Si un lien sert de source à l'article, son insertion dans le texte est à faire par les notes de bas de page.
- La présentation des références doit suivre les conventions bibliographiques. Il est recommandé d'utiliser les modèles {{Ouvrage}}, {{Chapitre}}, {{Article}}, {{Lien web}} et/ou {{Bibliographie}}. Le mode d'édition visuel peut mettre en forme automatiquement les références.
- Insérer une infobox (cadre d'informations à droite) n'est pas obligatoire pour parachever la mise en page.

Pour une aide détaillée, merci de consulter Aide:Wikification.
Si vous pensez que ces points ont été résolus, vous pouvez retirer ce bandeau et améliorer la mise en forme d'un autre article.
Undergrunn (initiales : UG) est un groupe de rap norvégien originaire d'Oslo. Le groupe est composé des six membres: Patrick Bakkeng, dont le pseudo est Fretty, Gabriel Doria (Plaza), Sverre Skogheim Gudmestad (Pus), Jo Almaas Marstein (Marstein), Jon Ranes (Loverboy) et Marcos Haugestad (Rikkpappa). Les deux derniers sont également les producteurs du groupe.

## Biographie
Les membres de Undergrunn ont grandi ensemble à  Lille Tøyen Hageby à Oslo, et ont commencé à faire de la musique ensemble lorsqu'ils étaient au lycée. À 15 ans, ils ont publié le single Isbil , qui a donné lieu à une performance au Bylarm. En 2018, le groupe a sorti l'EP UG Sommer.
Leur premier album Firenze's Finest sort à l'automne 2020.
Ils sont nommés pour deux prix a P3 Gull 2022, dans les catégories "artiste de l'année" et "chanson de l'année" pour  Italia . Lors de Spellemannprisen 2022  ils ont remporté la catégorie "Percée de l'année" pour l'album Undergrunn. En outre, ils ont été nommés dans quatre catégories supplémentaires: "hiphop", "auteur-compositeur de l'année" et "sortie de l'année pour l'album" Undergrunn, et "chanson de l' année" pour Italia . Lors du P3 Gull 2023, ils ont remporté la catégorie "chanson de l'année" pour Michelin Sterners et ils ont également été nommés dans la catégorie "artiste de l'année",. Undergrunn a été l'album le plus écouté du pays pendant plusieurs semaines. Leur concert au Sentrum Scene à Oslo s'est fait à guichets fermés.
Tout en faisant toujours partie du groupe, 3 membres ont lancé leur carrière solo: Marstein et Loverboy (sous le nom de Jon Ranes) en 2022 et Plaza en 2023.
En 2024 le groupe reçoit un prix Spellemann en tant qu'"artiste de l'année".

### Single

#### Uniquement sur Soundcloud
- 2017: Riste Soundcloud
- 2017: Fannypack
- 2018: #NiowOfTheDay
- 2018: Vinterdepresjon
- 2019: Logogutt – Supprimer par UG mais quand même disponible sur Soundcloud

#### Singles disponibles sur toutes les plateformes
- 2018: Isbil
- 2018: Bedre enn deg
- 2019: Presidenter $$$
- 2020: Savner min klikk
- 2020: Trapmobile
- 2021: Risiko
- 2021: Han Solo
- 2022: Peroni & Perignon
- 2023: UG Klikk
- 2023: 2x Spektrum freestyle
- 2025: Pilestredet

#### Single seulement disponible sur Youtube
- 2019: Dr Plaza

### EPs
- 2018: UG Sommer
- 2024: Norge elsker rap

### Album de studio
- 2019: (mixtape)
- 2020: Firenze's Finest
- 2021: Buketter & ballspill
- 2022: Undergrunn
- 2023: Egoland